# Moana 2
Moana 2 (bra: Moana 2; prt: Vaiana 2) é um filme de animação americano dos gêneros musical, fantasia, ação e aventura produzido pela Walt Disney Animation Studios e lançado pela Walt Disney Pictures como a sequência de Moana (2016). O filme é dirigido por David Derrick Jr. e produzido por Osnat Shurer. O filme é estrelado por Auli'i Cravalho, Dwayne Johnson, Temuera Morrison, Nicole Scherzinger, Rachel House e Alan Tudyk, todos reprisando seus papéis do primeiro filme, com Khaleesi Lambert-Tsuda, Rose Matafeo, David Fane, Hualālai Chung, Awhimai Fraser e Gerald Ramsey se juntando ao elenco.
O desenvolvimento do filme começou originalmente em 2020 como uma série de televisão para Disney+, que foi reformulada em uma sequência para o cinema em fevereiro de 2024. Osnat Shurer foi confirmado para retornar como produtor, ao lado do storyboarder Derrick como diretor da animação, tornando-o o primeiro samoano a dirigir um filme do Walt Disney Animation Studios.
Mark Mancina e Opetaia Foa'i, os compositores e co-compositores do primeiro filme, voltam para compor e escrever canções, enquanto Abigail Barlow e Emily Bear substituem Lin-Manuel Miranda como compositores.
Moana 2 teve sua première no Lanikuhonua Cultural Institute em Kapolei, Havaí em 21 de novembro de 2024 e foi lançado nos Estados Unidos em 27 de novembro de 2024. No Brasil e em Portugal, foi lançado em 28 de novembro de 2024. O filme recebeu críticas mistas dos críticos e arrecadou mais de US$ 1 bilhão em todo o mundo, quebrando vários recordes de bilheteria.

## Premissa
Três anos após os eventos do primeiro filme, Moana recebe um chamado inesperado de seus ancestrais guias e forma sua própria tripulação, reunindo-se com seu amigo, o semideus Maui. Enquanto eles viajam para os mares distantes da Oceania para quebrar a maldição do deus das tempestades Nalo na ilha escondida de Motufetu, que antes conectava o povo do oceano, eles enfrentam velhos e novos inimigos, incluindo os Kakamora e a deusa do submundo Matangi.

## Elenco
- Auli'i Cravalho como Moana, a curiosa filha do chefe da aldeia Tui e sua esposa Sina; ela é escolhida pelo oceano para lutar e salvar o mundo.[8] No Brasil, Any Gabrielly.[9]
- Dwayne Johnson como Maui, um semideus metamorfo obstinado que acompanha Moana em sua jornada.[8] No Brasil, Saulo Vasconcelos.
- Rose Matafeo como Loto, um membro "inteligente, mas peculiar" da equipe de orientação de Moana.[10]
- Hualālai Chung como Moni, um membro da equipe de orientação de Moana e fã de Maui.[10]
- David Fane como Kele, um "fazendeiro mal-humorado" e membro da equipe de orientação de Moana.[10]
- Awhimai Fraser como Matangi, uma misteriosa ameaça para Moana e Maui.[10]
- Khaleesi Lambert-Tsuda como Simea, a irmã mais nova de Moana. [10]
- Temuera Morrison como Tui, o pai superprotetor de Moana e chefe da Ilha Motunui.[10]
- Nicole Scherzinger como Sina, mãe de Moana e Chefe de Motunui.[10]
- Rachel House como Tala, falecida mãe de Tui e avó paterna de Moana, que retorna como um espírito.[10]
- Gerald Ramsey como Tautai Vasa, ancestral de Moana.[10]
- Alan Tudyk como Heihei, galo de estimação de Moana.[1]

## Produção

### Desenvolvimento
Em 10 de dezembro de 2020, durante uma reunião do Disney Investor Day, a diretora de criação do Walt Disney Animation Studios, Jennifer Lee, anunciou que uma série musical intitulada Moana, baseada no filme de mesmo nome de 2016, estava em desenvolvimento no estúdio para Disney+. Em 4 de agosto de 2021, foi noticiado que Osnat Shurer retornará ao filme como produtor. Em 21 de janeiro de 2022, o artista de histórias de Moana, David Derrick Jr. foi anunciado como diretor da série, tornando-o o primeiro diretor samoano de um projeto do Walt Disney Animation Studios. A série estava sendo desenvolvida simultaneamente com um remake live-action de Moana, de acordo com Jared Bush, escritor do filme e roteirista do filme de animação de 2016.
Em fevereiro de 2024, o CEO da Disney, Bob Iger, anunciou que a série havia sido reformulada em uma sequência teatral, com Derrick e Shurer permanecendo vinculados ao projeto. Pouco tempo depois, Auli'i Cravalho e Dwayne Johnson foram confirmados para reprisar seus papéis como Moana e Maui, respectivamente.

### Elenco
Pouco depois do anúncio de que a série seria reaproveitada para um longa-metragem teatral, Auli'i Cravalho e Dwayne Johnson foram confirmados para reprisar seus respectivos papéis como Moana e Maui. Dwayne confirmou mais tarde que esteve envolvido com o projeto desde sua concepção, incluindo seu desenvolvimento, afirmando: "Mal posso esperar para que os fãs vejam o filme, a tecnologia, os efeitos, a vanguarda. Todos nós realmente fomos em frente. Pensamos que se íamos fazer uma sequência de algo tão amado, vamos realmente fazer isso." Vários outros membros do elenco foram revelados no Festival Internacional de Cinema de Animação de Annecy, incluindo Temuera Morrison e Nicole Scherzinger reprisando seus papéis como os pais de Moana do primeiro filme. Novas adições incluem Khaleesi Lambert-Tsuda como a nova irmã de Moana, e Rose Matafeo, David Fane e Hualālai Chung como membros da equipe de orientação de Moana.

### Animação
A animação da série seria realizada no estúdio de Vancouver do Walt Disney Animation Studios, enquanto a pré-produção e o storyboard seriam realizados no estúdio de Burbank. Será o primeiro projeto a ser feito no estúdio de Vancouver. No Festival de Cinema de Animação de Annecy, foi revelado que os veteranos Mark Henn e Eric Goldberg supervisionariam uma equipe de aprendizes de animadores desenhados à mão para as tatuagens de Maui. Goldberg foi um animador supervisor de "Mini Maui" para o primeiro filme.

### Música
Mark Mancina e Opetaia Foa'i, que fizeram a trilha sonora do primeiro filme, devem retornar para fazer a trilha sonora, com Abigail Barlow e Emily Bear escrevendo as canções, substituindo Lin-Manuel Miranda, compositor do primeiro filme. Auli'i afirmou que ter Barlow e Bear, duas jovens mulheres, ajudando a dar voz à "história de Moana, que é uma jovem mulher encontrando seu caminho, eu não poderia pensar em uma dupla melhor do que Barlow e Bear. ... Esta é uma nova parte da minha voz. ... Este filme se aprofunda nessas notas baixas nestes tempos de indecisão quando não sabemos o que devemos fazer a seguir. Há muitas camadas mais profundas nessas canções." O solo cantado por Moana no filme, chamado "Beyond" teve sua versão tocada nos créditos finais lançada em 7 de novembro de 2024.
De acordo com o Hollywood Reporter, a Disney colocará duas de suas canções na disputa pelo Oscar de 2025.

## Lançamento
Moana 2 foi lançado oficialmente nos Estados Unidos em 27 de novembro de 2024. A intenção original era ser uma série de televisão a ser lançada na Disney + em 2024, originalmente em 2023. No Brasil e em Portugal, o filme estreou em 28 de novembro de 2024.

### Marketing
O primeiro teaser e poster do filme foi lançado em 29 de maio de 2024. Uma prévia do filme foi exibida no Festival Internacional de Cinema de Animação de Annecy de 2024 em 14 de junho de 2024. O trailer obteve mais de 178 milhões de visualizações nas primeiras 24 horas em todas as plataformas, quebrando um novo recorde como o trailer mais assistido de todos os tempos para um filme de animação da Disney, um recorde anteriormente detido por Frozen II e Divertida Mente 2 da Pixar (o último ao qual o trailer foi anexado nos cinemas).
O trailer oficial foi lançado em 9 de agosto de 2024 durante a D23. Auli'i e Dwayne apareceram no evento, para promover o filme e lançar o novo trailer. Durante a apresentação da D23, Auli'i cantou uma nova música do filme, "We're Back", acompanhado por dançarinos polinésios. Dwayne também usou a apresentação para anunciar um novo filme live-action Monster Jam que ele estaria produzindo com a Disney. Um novo trailer foi lançado em 8 de outubro de 2024.

## Recepção

### Bilheteria
Até 1 de dezembro de 2024, Moana 2 arrecadou US$ 416,8 milhões nos Estados Unidos e Canadá, e US$ 501,3 milhões em outros territórios, para um total mundial de US$ 918,2 milhões.
Nos Estados Unidos e Canadá, Moana 2 foi originalmente projetado para arrecadar US$ 105–115 milhões durante o fim de semana de Ação de Graças de cinco dias. Depois de arrecadar US$ 57,5 milhões em seu primeiro dia (incluindo US$ 13,8 milhões nas prévias de terça à noite, o maior valor já registrado para um filme de animação da Walt Disney e lançamento na semana de Ação de Graças), as estimativas de cinco dias foram elevadas para US$ 175–200 milhões. Em seguida, arrecadou um recorde de US$ 28 milhões no Dia de Ação de Graças, quase dobrando o recorde anterior de Frozen II de US$ 14,9 milhões. Ele estreou com US$ 135,5 milhões (e um total de US$ 221 milhões nos cinco dias), quebrando o recorde de US$ 130,3 milhões de Frozen II para o melhor fim de semana de estreia de um filme de animação da Walt Disney e um lançamento no fim de semana de Ação de Graças, além de quase igualar toda a exibição doméstica do primeiro filme (US$ 248,7 milhões).

### Crítica
No site agregador de resenhas Rotten Tomatoes, 61% das 228 avaliações dos críticos são positivas, com uma classificação média de 6,2/10. O consenso do site diz: "Navegando alto em uma onda de animação impressionante, mesmo quando sua história corre à deriva, Moana 2 não é tão inspirado quanto o original, mas ainda encanta como uma aventura colorida." O Metacritic, que usa uma média ponderada , atribuiu ao filme uma pontuação de 57 em 100, com base em 41 críticos, indicando avaliações "mistas ou médias". O público pesquisado pelo CinemaScore deu ao filme uma nota média de "A–" em uma escala de A+ a F (abaixo do A do primeiro), enquanto os pesquisados pelo PostTrak deram a ele uma pontuação geral positiva de 89%, com 64% dizendo que "definitivamente o recomendariam".